# From the Muddy Banks of the Wishkah
From the Muddy Banks of the Wishkah – album koncertowy zespołu Nirvana, wydany w 1996. Album uzyskał w Stanach Zjednoczonych status platynowej płyty, sprzedając się w liczbie 1,8 milionów egzemplarzy. Na całym świecie sprzedaż przekroczyła 6 milionów egzemplarzy.

## Lista utworów
1. „Intro” – 0:52
2. „School” – 2:40
3. „Drain You” – 3:34
4. „Aneurysm” – 4:31
5. „Smells Like Teen Spirit” – 4:47
6. „Been a Son” – 2:07
7. „Lithium” – 4:09
8. „Sliver” – 1:56
9. „Spank Thru” – 3:10
10. „Scentless Apprentice” – 3:31
11. „Heart-Shaped Box” – 4:41
12. „Milk It” – 3:32
13. „Negative Creep” – 2:02
14. „Polly" – 2:30
15. „Breed” – 3:29
16. „Tourette's” – 1:55
17. „Blew” – 3:35